# 林朝棟
林 朝棟（りん ちょうとう、Lin Chaodong、1851年11月16日 - 1904年6月13日）は、清末の台湾の軍人、霧峰林家の第6代当主。字は蔭堂、号は又密。清仏戦争を戦い、劉銘伝の新政を支持し、施九緞の乱を鎮圧したが、日清戦争後、台湾が日本に占領されると、廈門に移り、最後は上海で病死した。

## 生涯
清朝統治時代の台湾の彰化県阿罩霧荘（現在の台中市霧峰区）で林文察の長男として生まれた。父の林文察は台湾に襲来した小刀会との戦いをきっかけに軍人の道を歩み、福建省に赴いて太平天国軍と戦い、1863年には台湾に戻って戴潮春の乱を鎮圧し、1864年に福建に戻って漳州で戦死した。林朝棟が14歳の時であった。父と過ごした時間は限られていたが、林朝棟も父と同じく、幼少から兵書を読み、武芸を好んだ。
1870年、叔父で家長の林文明が官府に罪を着せられて惨殺された。ここから林家は林朝棟の祖母の林戴氏と大叔父の林奠国のもと15年にわたって訴訟を展開し、4度にわたって北京に赴いた。林朝棟も福州と北京に赴いて冤罪を訴え、また同時に金銭で兵部郎中の職を買った。1882年、林戴氏が重病に陥ると、訴訟は大金を費やして勝訴も難しいため、林朝棟は裁判を終結し、台湾に帰って家業に専念した。
この年、福建巡撫岑毓英が台湾を視察に訪れ、東大墩に新しい府城（現在の台中市）を建設し、さらに大甲渓に堤防を建設することを決定し、各地の郷紳に寄付を求めた。林朝棟は数百名の人員と材料経費を負担し、岑毓英の好感を得、岑毓英は後に台湾巡撫に就任する劉銘伝に林朝棟を推薦した。

### 清仏戦争
1884年に清仏戦争が勃発すると、アメデ・クールベ率いるフランス艦隊は台湾に来襲し、9月18日より雞籠（現在の基隆市）で清軍と砲撃戦を展開し、10月3日に雞籠城を占領した。フランス軍は10月7日と10月8日に滬尾（現新北市淡水区）に侵攻したが、漳州鎮総兵孫開華に敗れたため、清軍とフランス軍は長期にわたって対峙することとなった。
11月、台中に駐屯していた台澎兵備道劉璈は劉銘伝の命を受け、兵部郎中の林朝棟に北上して参戦することを求めた。林朝棟は5百名の郷勇を率いて大水窟（基隆市安楽区）の守りについた。1885年1月9日、フランス軍は大牛埔（現新北市貢寮区）の地形を調査したところ、林朝棟軍と衝突し、林朝棟軍に撃退された。1月25日より第1次月眉山の戦いがおこり、フランス軍は1900名の兵で清軍に攻撃を開始したが、林朝棟と福建福寧鎮曹志忠は1月30日に夜襲をかけ、双方は兵を引いた。この後もフランス軍は小規模な攻撃を繰り返したが、いずれも林朝棟に撃退された。3月4日、フランス軍は再び1280名の兵で攻撃をかけ、第2次月眉山の戦いがおこった。フランス軍は清軍の戦線を破り、月眉山頂を占領し、清軍は壊滅した。わずかに林朝棟率いる郷勇が勇戦し、清軍の主力を基隆河南岸に撤退させることに成功した。
この後、両軍は対峙を続けたが、1885年6月13日よりフランス軍は撤退して戦闘は終息した。5月12日、林朝棟は戦功により道員に欠員ができたときに優先して補任されることになった。この後、台湾の30営近くの郷勇は解散されることになったが、林朝棟軍は正規軍に編入され、林朝棟本人も劉銘伝に重用されることになった。

### 先住民との戦い
1885年10月、林朝棟は新竹に駐屯した。そのとき、罩蘭荘（現在の苗栗県卓蘭鎮）で台湾原住民が民衆を殺害する事件が発生した。林朝棟が劉銘伝に報告すると、劉銘伝は林朝棟に鎮撫工作を命じた。
11月23日、武栄社の先住民が罩蘭荘を包囲すると、林朝棟は兵を率いて包囲を解き、付近一帯の山社の鎮撫にあたった。12月11日、大湖が先住民の襲撃を受けると、やはり林朝棟は付近七社の鎮撫にあたった。1886年、劉銘伝は朝廷に上奏して、林朝棟はバトゥルの称号と、三品の官位を得た。
1886年7月23日、蘇魯社の先住民が罩蘭荘を攻撃した。林朝棟は鎮圧に向かい、8月20日まで激戦を繰り広げたが、戦果は上がらなかった。そこで林朝棟は郷里に戻り、援軍を連れて戻ってきた。10月14日から戦闘が再開し、清軍は猛攻を加えた。10月28日、林朝棟と台湾鎮総兵高元三らは武栄社に侵攻し、100人近くを殺害し、武栄社・蘇魯社など七社に投降を迫った。12月6日、戦功により林朝棟は二品を授けられた。この年より劉銘伝は大規模な開墾事業を開始し、林朝棟は台湾中部と北部の開墾と先住民の鎮撫を任せられた。

### 施九緞の乱
1888年10月5日、土地測量事業の不正から、彰化で施九緞の蜂起が発生し、知県の李嘉棠らが県城に包囲された。劉銘伝は林朝棟を派遣し、11月9日に林朝棟は新たに編成した軍1800人とともに城外に到着、城内の守備軍とともに蜂起軍を挟撃し、包囲を解いた。11月14日から林朝棟は軍を周辺の郷里に派遣して掃討戦にあたり、蜂起は完全に鎮圧された。

### 日清戦争以後
1894年に日清戦争が勃発すると、林朝棟は台湾巡撫邵友濂の命を受け、獅球嶺砲台の守備に就いていたが、巡撫が唐景崧に交代すると台中に異動となった。1895年4月17日、下関条約が結ばれ、台湾と澎湖諸島の日本への割譲が決定した。5月24日、台湾各地の郷紳の支持のもと台湾民主国が成立し、唐景崧が総統に選ばれた。林朝棟は4月に家族とともに廈門に避難していたが、単身台湾に戻り日本軍への備えを固めた。
しかし5月30日に日本軍は台湾に上陸し、唐景崧は大陸に逃亡した。10日後に日本軍は台北を占領し、林朝棟は大勢は既に去ったとして彰化に撤退して、廈門に渡った。
廈門に渡った後は南洋通商大臣劉坤一の指揮下に入り、軍を再建して海州に駐留し、さらに全福建省の団練の管理を任された。しかし1899年に劉坤一が北京に戻ると後任の鹿伝霖と合わず、官を辞して廈門に戻って樟脳事業の経営にあたった。1902年に上海に移住し、1904年6月13日に死去した。享年54。漳州に葬られた。

## 影響
林朝棟は清仏戦争で戦功をたて、劉銘伝統治時期に重用され、当時の台湾で最も戦力となった「棟軍」を率いた。林朝棟が大陸に渡った後も棟軍は解散せず、乙未戦争の主力部隊となった。
家業では霧峰林家は林文明の死後没落していたが、林朝棟は林文察に次ぐ大官となり霧峰林家の社会的地位は上昇した。また林朝棟は樟脳事業と台湾中部の開墾事業により家財を富ませ、霧峰林家の経済的地位を再び上昇させ、台湾中部で最も影響力のある家族となり、全台湾でもわずかに板橋林家が対抗できるのみであった。
しかし林朝棟が大陸に渡ると、林家内部では林文察系の下厝系は力を失い、林奠国系の頂厝系が影響力を増した。頂厝系の林献堂は日本統治時代の代表的人物である。
子の林資鏗は孫文の侍従武官となった。